# كرايغ سيمونز
كرايغ سيمونز (1 ديسمبر 1982 في أستراليا - ) (بالإنجليزية: Craig Simmons)‏ هو لاعب كريكت أسترالي. لعب مع فريق جنوب ويلز الجديد للكريكت ‏ وفريق غرب أستراليا للكريكت ‏ وAdelaide Strikers ‏ وPerth Scorchers ‏.

## وصلات خارجية
- كرايغ سيمونز على موقع إي آس بي آن كريك إنفو (الإنجليزية)